# Casa Jordán de Urriés
La Casa dels Jordán de Urriés o Llinatge dels Jordán de Urriés —Casal dels Jordà d'Urries (català)— fou una família o llinatge noble aragonesa que posseí els títols de marquesat d'Ayerbe, Velilla de Ebro, vescomtes de Roda, entre d'altres.
L'escut d'armes consisteix en un escut quarterat, dels quals el quartet primer i quart són d'or amb dos pals de gules i el segon i tercer són de gules llisos i sobre un escussó d'or amb quatre pals de gules aragoneses.

## Història
Fou una de les famílies aragoneses que participaren més activament a la història de l'Aragó, documentat des del seu primer membre, Recaredo d'Urriés, que fou acompanyat per Carlemany l'any 778.
Segons Bartolomé Leonardo de Argensola, la casa d'Urriés procedeix de la francesa dels comtes de Caudala, anteriorment sobirana de Foix. Tot i tenir diverses localitzacions finalment fixaren residència a Aierbe. El d'Airebe fou un palau emmerletat de línia gòtica que actualment conserva perfectament la seva façana principal així com el saló de cerimònies, que compta amb un riquíssim enteixinat.
Foren els fundadors del poble d'Urriés, situat al nord de Sos del Rey Católico, i de l'església major de la vila d'Oto. Foren també senyors de Biel, Alquèssar, Morillo de Galligo, Loarre, Torrelles, Tiermas, Siétamo, així com de Biniés, Borrés, Santa Eufemia, etc. En ressalten però les baronies de la Penya de Carcabiello i d'Ayerbe, aquesta darrera transformada en marquesat d'Ayerbe el 1750.